# جيف ستانتون
جيف ستانتون (بالإنجليزية: Jeff Stanton)‏ هو متسابق دراجات نارية أمريكي، ولد في 18 يونيو 1968 في كولدووتر في الولايات المتحدة.